# 1420
Năm 1420 là một năm nhuận bắt đầu vào ngày Thứ Hai trong lịch Julius.

## Sinh
- 24 tháng 11 - John Stafford, bá tước thứ nhất của Wiltshire, chính trị gia Anh (mất 1473)
- Ngày chưa biết:
  - Jean Fouquet, họa sĩ người Pháp (mất 1481)
  - Nicolas Jenson, nhà điêu khắc người Pháp (mất 1480)
  - Antoinette de Maignelais, tình nhân của Charles VII của Pháp (mất 1474)
  - Tomás de Torquemada, người Tây Ban Nha (mất 1490)

## Mất
- 11 tháng 6 - John III, Burgrave của Nuremberg (1369 TCN)
- 9 tháng 8 - Pierre d'Ailly, nhà thần học và giáo chủ hồng y người Pháp (sinh 1351)
- Ngày 03 tháng 9 - Robert Stewart, Công tước thứ nhất xứ Albany, nhiếp chính của Scotland
- Ngày chưa biết:
  - Epiphanius các Wise, thánh Nga
  - Andrew của Wyntoun, nhà sử học Scotland (sinh 1350)